# Coupe de France de cyclisme sur route 2023
Cet article traite uniquement de la compétition masculine. Pour les résultats de la compétition féminine, voir Coupe de France féminine de cyclisme sur route 2023.
Navigation
Coupe de France 2022 Coupe de France 2024
La Coupe de France de cyclisme sur route 2023 est la 32e édition de la Coupe de France de cyclisme sur route. Elle débute le 29 janvier avec le Grand Prix d'ouverture La Marseillaise et se termine le 1er octobre avec le Tour de Vendée. On retrouve les 17 manches prévues lors de l'édition précédente.

## Attribution des points

### Classements individuels
Comme depuis 2018, tous les coureurs peuvent marquer des points. Le classement général s'établit par l'addition des points ainsi obtenus. Les coureurs de moins de 25 ans concourent pour le classement du meilleur jeune.
| Position | 1er | 2e | 3e | 4e | 5e | 6e | 7e | 8e | 9e | 10e | 11e | 12e | 13e | 14e | 15e |
| Points   | 50  | 35 | 25 | 20 | 18 | 16 | 14 | 12 | 10 | 8   | 6   | 5   | 3   | 3   | 3   |

### Classement par équipes
Le classement par équipes est établi de la manière suivante. Lors de chaque course, on additionne les places des trois premiers coureurs de chaque équipe. L'équipe avec le total le plus faible reçoit 12 points au classement des équipes, la deuxième équipe en reçoit neuf, la troisième équipe en reçoit huit et ainsi de suite jusqu'à la neuvième équipe qui marque deux points. Seules les équipes françaises marquent des points.
| Position | 1re | 2e | 3e | 4e | 5e | 6e | 7e | 8e | 9e |
| Points   | 12  | 9  | 8  | 7  | 6  | 5  | 4  | 3  | 2  |

## Calendrier
Lors de sa présentation, le calendrier est le suivant :
| \| # \| Date \| Course \| \| -- \| ------------ \| ----------------------------------- \| \| 01 \| 29 janvier \| Grand Prix La Marseillaise \| \| 02 \| 16 mars \| Grand Prix de Denain \| \| 03 \| 18 mars \| Classic Loire-Atlantique \| \| 04 \| 19 mars \| Cholet-Pays de la Loire \| \| 05 \| 26 mars \| Roue tourangelle \| \| 06 \| 31 mars \| Route Adélie de Vitré \| \| 07 \| 11 avril \| Paris-Camembert \| \| 08 \| 16 avril \| Tour du Doubs \| \| 09 \| 6 mai \| Grand Prix du Morbihan \| \| 10 \| 7 mai \| Tro Bro Leon \| \| 11 \| 13 mai \| Tour du Finistère \| \| 12 \| 14 mai \| Boucles de l'Aulne \| \| 13 \| 30 mai \| Mercan'Tour Classic Alpes-Maritimes \| \| 14 \| 13 août \| Polynormande \| \| 15 \| 10 septembre \| Grand Prix de Fourmies \| \| 16 \| 17 septembre \| Grand Prix d'Isbergues \| \| 17 \| 1er octobre \| Tour de Vendée \| | Localisation des épreuves. |                                     |
| # | Date                       | Course                              |
| 01 | 29 janvier                 | Grand Prix La Marseillaise          |
| 02 | 16 mars                    | Grand Prix de Denain                |
| 03 | 18 mars                    | Classic Loire-Atlantique            |
| 04 | 19 mars                    | Cholet-Pays de la Loire             |
| 05 | 26 mars                    | Roue tourangelle                    |
| 06 | 31 mars                    | Route Adélie de Vitré               |
| 07 | 11 avril                   | Paris-Camembert                     |
| 08 | 16 avril                   | Tour du Doubs                       |
| 09 | 6 mai                      | Grand Prix du Morbihan              |
| 10 | 7 mai                      | Tro Bro Leon                        |
| 11 | 13 mai                     | Tour du Finistère                   |
| 12 | 14 mai                     | Boucles de l'Aulne                  |
| 13 | 30 mai                     | Mercan'Tour Classic Alpes-Maritimes |
| 14 | 13 août                    | Polynormande                        |
| 15 | 10 septembre               | Grand Prix de Fourmies              |
| 16 | 17 septembre               | Grand Prix d'Isbergues              |
| 17 | 1er octobre                | Tour de Vendée                      |

## Résultats
| #  | Date         | Course                                     | Vainqueur         | Équipe                      | Leader du classement individuel | Leader du classement des jeunes | Leader du classement par équipes |
| -- | ------------ | ------------------------------------------ | ----------------- | --------------------------- | ------------------------------- | ------------------------------- | -------------------------------- |
| 01 | 29 janvier   | Grand Prix La Marseillaise (2023)          | Neilson Powless   | EF Education-EasyPost       | Neilson Powless                 | Valentin Ferron                 | Groupama-FDJ                     |
| 02 | 16 mars      | Grand Prix de Denain (2023)                | Sebastián Molano  | UAE Emirates                | Sebastián Molano                | Tim van Dijke                   | Groupama-FDJ                     |
| 03 | 18 mars      | Classic Loire-Atlantique (2023)            | Axel Zingle       | Cofidis                     | Axel Zingle                     | Axel Zingle                     | Groupama-FDJ                     |
| 04 | 19 mars      | Cholet-Pays de la Loire (2023)             | Laurence Pithie   | Groupama-FDJ                | Laurence Pithie                 | Laurence Pithie                 | Groupama-FDJ                     |
| 05 | 26 mars      | Roue Tourangelle (2023)                    | Rory Townsend     | Bolton Equities Black Spoke | Laurence Pithie                 | Laurence Pithie                 | Groupama-FDJ                     |
| 06 | 31 mars      | Route Adélie de Vitré (2023)               | Fredrik Dversnes  | Uno-X Pro                   | Laurence Pithie                 | Laurence Pithie                 | Groupama-FDJ                     |
| 07 | 11 avril     | Paris-Camembert (2023)                     | Valentin Ferron   | TotalEnergies               | Valentin Ferron                 | Valentin Ferron                 | Groupama-FDJ                     |
| 08 | 16 avril     | Tour du Doubs (2023)                       | Jesús Herrada     | Cofidis                     | Valentin Ferron                 | Valentin Ferron                 | Cofidis                          |
| 09 | 6 mai        | Grand Prix du Morbihan (2023)              | Arnaud De Lie     | Lotto Dstny                 | Laurence Pithie                 | Laurence Pithie                 | Cofidis                          |
| 10 | 7 mai        | Tro Bro Leon (2023)                        | Giacomo Nizzolo   | Israel-Premier Tech         | Arnaud De Lie                   | Arnaud De Lie                   | Cofidis                          |
| 11 | 13 mai       | Tour du Finistère (2023)                   | Paul Penhoët      | Groupama-FDJ                | Axel Zingle                     | Axel Zingle                     | Cofidis                          |
| 12 | 14 mai       | Boucles de l'Aulne (2023)                  | Greg Van Avermaet | AG2R Citroën                | Axel Zingle                     | Axel Zingle                     | Cofidis                          |
| 13 | 30 mai       | Mercan'Tour Classic Alpes-Maritimes (2023) | Richard Carapaz   | EF Education-EasyPost       | Axel Zingle                     | Axel Zingle                     | Cofidis                          |
| 14 | 13 août      | Polynormande (2023)                        | Arnaud De Lie     | Lotto Dstny                 | Arnaud De Lie                   | Arnaud De Lie                   | Cofidis                          |
| 15 | 10 septembre | Grand Prix de Fourmies (2023)              | Tim Merlier       | Soudal Quick-Step           | Arnaud De Lie                   | Arnaud De Lie                   | Cofidis                          |
| 16 | 17 septembre | Grand Prix d'Isbergues (2023)              | Matteo Moschetti  | Q36.5 Pro                   | Arnaud De Lie                   | Arnaud De Lie                   | Cofidis                          |
| 17 | 1er octobre  | Tour de Vendée (2023)                      | Arnaud Démare     | Arkéa-Samsic                | Paul Penhoët                    | Paul Penhoët                    | Cofidis                          |